# Grand Prix-wegrace van België 1953
De Grand Prix-wegrace van België 1953 was de derde Grand Prix van wereldkampioenschap wegrace in het seizoen 1953. De races werden verreden op 5 juli op het Circuit de Spa-Francorchamps nabij Malmedy. In België kwamen drie klassen aan de start: 500 cc, 350 cc en de zijspanklasse.

## Algemeen
De Belgische Grand Prix trok ongeveer 100.000 toeschouwers. Ze kostte het leven aan de Australiër Ernie Ring, die voor het eerst op de fabrieks-AJS Porcupine reed.

## 500cc-klasse
Hoewel het snelle stratencircuit van Spa-Francorchamps meer op het lijf van de Gilera 500 4C was geschreven, wist Ray Amm zijn Norton Manx toch naar de tweede plaats te rijden, voor WK-leider Reg Armstrong. Diens teamgenoot Alfredo Milani won de race, terwijl Geoff Duke uitviel. Fergus Anderson haalde de finish met de nieuwe Moto Guzzi Quattro Cilindri maar bleef met zijn zevende plaats puntloos. De race werd overschaduwd door het overlijden van Ernie Ring. Die was het seizoen begonnen met de door Robin Sherry ontwikkelde tweecilinder Matchless G45, maar was nu door AJS benaderd om met de AJS E95-fabrieksracer te starten. Hij kwam bij Burnenville ten val en was op slag dood.
| Pos | Coureur           | Merk       | Tijd      | Punten |
| --- | ----------------- | ---------- | --------- | ------ |
| 1   | Alfredo Milani    | Gilera     | 1:11"47'8 | 8      |
| 2   | Ray Amm           | Norton     | +24'2     | 6      |
| 3   | Reg Armstrong     | Gilera     | +25'2     | 4      |
| 4   | Ken Kavanagh      | Norton     | +1"26'2   | 3      |
| 5   | Rod Coleman       | AJS        | +1"34'2   | 2      |
| 6   | Dickie Dale       | Gilera     | +1"34'2   | 1      |
| 7   | Fergus Anderson   | Moto Guzzi | +2"05'2   |        |
| 8   | Jack Brett        | Norton     | +2"12'2   |        |
| 9   | Léon Martin       | Gilera     | +2"54'2   |        |
| 10  | Auguste Goffin    | Norton     | +3"14'2   |        |
| 11  | Bill Doran        | AJS        | +4"15'2   |        |
| 12  | Leo Simpson       | Matchless  | +1 ronde  |        |
| 13  | Arthur Wheeler    | Norton     | +1 ronde  |        |
| 14  | Ken Mudford       | Norton     | +1 ronde  |        |
| 15  | Keith Campbell    | Norton     | +1 ronde  |        |
| 16  | Charles Bruguière | Norton     | +1 ronde  |        |
| 17  | Keith Bryen       | Norton     | +1 ronde  |        |
| 18  | Andrè Wuyts       | Norton     | +1 ronde  |        |

| Coureur           | Merk       | Oorzaak |
| ----------------- | ---------- | ------- |
| Ernie Ring        | AJS        | Val (†) |
| Gordon Laing      | Norton     |         |
| Tony McAlpine     | Norton     |         |
| Edouard Texidor   | Norton     |         |
| Francis Basso     | Norton     |         |
| Jacques Raffeld   | Norton     |         |
| Friedel Schön     | Horex      |         |
| Fritz Kläger      | Horex      |         |
| Geoff Duke        | Gilera     |         |
| Harry Pearce      | Matchless  |         |
| Humphrey Ranson   | Norton     |         |
| John Storr        | Norton     |         |
| Robin Sherry      | AJS        |         |
| Tommy Wood        | Norton     |         |
| Enrico Lorenzetti | Moto Guzzi |         |
| Giuseppe Colnago  | Gilera     |         |
| Lo Simons         | Norton     |         |
| Peter Murphy      | Norton     |         |

| Coureur             | Merk      | Oorzaak    |
| ------------------- | --------- | ---------- |
| Hermann Paul Müller | MV Agusta | Teambeleid |
| Cecil Sandford      | MV Agusta | Teambeleid |
| Derek Farrant       | AJS       |            |
| Peter Davey         | Norton    |            |
| Carlo Bandirola     | MV Agusta | Teambeleid |
| Libero Liberati     | Gilera    | Teambeleid |
| Nello Pagani        | Gilera    | Teambeleid |

### Top tien tussenstand 500cc-klasse
| Pos | Coureur          | Merk   | Ptn |
| --- | ---------------- | ------ | --- |
| 1   | Reg Armstrong    | Gilera | 14  |
| 1   | Ray Amm          | Norton | 14  |
| 3   | Geoff Duke       | Gilera | 8   |
| 3   | Jack Brett       | Norton | 8   |
| 3   | Alfredo Milani   | Gilera | 8   |
| 6   | Ken Kavanagh     | Norton | 7   |
| 7   | Rod Coleman      | AJS    | 5   |
| 8   | Giuseppe Colnago | Gilera | 3   |
| 8   | Bill Doran       | AJS    | 3   |
| 10  | Peter Davey      | Norton | 1   |
| 10  | Dickie Dale      | Gilera | 1   |

## 350cc-klasse
Opnieuw werden Norton en AJS verslagen door de nieuwe Moto Guzzi Monocilindrica 350, die waarschijnlijk inmiddels was vergroot tot 345 cc. Fergus Anderson en Enrico Lorenzetti bleven Ray Amm ruim voor, terwijl ze onderling slechts met een seconde verschil finishten. Amm behield nog wel de leiding in het wereldkampioenschap, waarin de rol van de AJS 7R uitgespeeld leek.
| Pos | Coureur           | Merk       | Tijd    | Punten |
| --- | ----------------- | ---------- | ------- | ------ |
| 1   | Fergus Anderson   | Moto Guzzi | 56"01'0 | 8      |
| 2   | Enrico Lorenzetti | Moto Guzzi | +1'0    | 6      |
| 3   | Ray Amm           | Norton     | +15'0   | 4      |
| 4   | Jack Brett        | Norton     | +41'0   | 3      |
| 5   | Ken Kavanagh      | Norton     | +43'0   | 2      |
| 6   | Rod Coleman       | AJS        | +55'0   | 1      |
| 7   | Ken Mudford       | AJS        | +59'4   |        |

| Coureur           | Merk       |
| ----------------- | ---------- |
| Ernie Ring        | AJS        |
| Tony McAlpine     | Norton     |
| Josef Albisser    | Norton     |
| August Hobl       | DKW        |
| Karl Hofman       | DKW        |
| Pierre Monneret   | AJS        |
| Bill Doran        | AJS        |
| Bob McIntyre      | AJS        |
| Derek Farrant     | AJS        |
| Harry Pearce      | Velocette  |
| Ken Harwood       | AJS        |
| Malcolm Templeton | AJS        |
| Tommy Wood        | Norton     |
| Duilio Agostini   | Moto Guzzi |
| Leo Simpson       | AJS        |
| Ray Laurent       | AJS        |

### Top tien tussenstand 350cc-klasse
| Pos | Coureur           | Merk       | Ptn |
| --- | ----------------- | ---------- | --- |
| 1   | Ray Amm           | Norton     | 18  |
| 2   | Enrico Lorenzetti | Moto Guzzi | 14  |
| 3   | Ken Kavanagh      | Norton     | 12  |
| 3   | Fergus Anderson   | Moto Guzzi | 12  |
| 5   | Jack Brett        | Norton     | 9   |
| 6   | Bill Doran        | AJS        | 3   |
| 7   | Ernie Ring (†)    | AJS        | 2   |
| 8   | Derek Farrant     | AJS        | 1   |
| 8   | Rod Coleman       | AJS        | 1   |

## Zijspanklasse
Eric Oliver had in Stanley Dibben een goede vervangend bakkenist voor de gestopte Lorenzo Dobelli gevonden. Hij had feitelijk ook een nieuwe motorfiets, de Norton Manx Silver Fish Kneeler. Deze laag gebouwde machine was door Rex McCandless feitelijk ontwikkeld voor de 500cc-klasse, maar bleek prima te functioneren naast het Watsonian-zijspan. Het was de opmaat voor de toekomst: binnen enkele jaren zouden alle zijspancoureurs geknield zitten, maar nu kreeg Oliver er de bijnaam "frog" (kikker) door. Hij had ook nog niet zo veel profijt van zijn gestroomlijnde zithouding, want hij won met slechts een seconde verschil van Cyril Smith/Les Nutt, die een "normale" Norton Manx gebruikten. Ludwig "Wiggerl" Kraus en Bernard Huser werden met de BMW RS 53-zijspancombinatie derde, maar hadden ruim een minuut achterstand.
| Pos | Coureur        | Bakkenist       | Merk             | Tijd    | Punten |
| --- | -------------- | --------------- | ---------------- | ------- | ------ |
| 1   | Eric Oliver    | Stanley Dibben  | Norton-Watsonian | 46"29'0 | 8      |
| 2   | Cyril Smith    | Les Nutt        | Norton-Watsonian | +1'0    | 6      |
| 3   | Wiggerl Kraus  | Bernhard Huser  | BMW              | +1"16'0 | 4      |
| 4   | Marcel Masuy   | Edouard Texidor | Norton           | +1"17'0 | 3      |
| 5   | Hans Haldemann | Josef Albisser  | Norton           | +1"20'0 | 2      |
| 6   | Wilhelm Noll   | Fritz Cron      | BMW              | +3"03'0 | 1      |

| Coureur          | Bakkenist          | Merk   |
| ---------------- | ------------------ | ------ |
| Julien Deronne   | Bruno Leys         | Norton |
| Fritz Hillebrand | Manfred Grunwald   | BMW    |
| Jacques Drion    | Inge Stoll-Laforge | Norton |
| Jean Murit       | Francis Flahaut    | Norton |
| Fron Purslow     | Dave Key           | BSA    |
| Len Taylor       | Peter Glover       | Norton |
| Pip Harris       | Ray Campbell       | Norton |
| Trevor Bounds    | Rob Kings          | Norton |

### Top zes tussenstand zijspanklasse
Conform wedstrijduitslag

## Trivia

### Stanley Dibben
Stanley Dibben had voor Norton veel testwerk gedaan op het MIRA (Motor Industry Research Association) testcircuit bij Nuneaton. Toen de Silver Fish-zijspancombinatie getest moest worden werd hem gevraagd om als "ballast" in het zijspan van Eric Oliver te gaan liggen. Dat beviel zo goed dat testrijder Dibben de nieuwe bakkenist van Oliver werd.
1921 · 1922 · 1923 · 1924 · 1925 · 1926 · 1927 · 1928 · 1929 · 1930 · 1931 · 1932 · 1933 · 1934 · 1935 · 1936 · 1937 · 1938 · 1939 · 1947 · 1948 · 1949 · 1950 · 1951 · 1952 · 1953 · 1954 · 1955 · 1956 · 1957 · 1958 · 1959 · 1960 · 1961 · 1962 · 1963 · 1964 · 1965 · 1966 · 1967 · 1968 · 1969 · 1970 · 1971 · 1972 · 1973 · 1974 · 1975 · 1976 · 1977 · 1978 · 1979 · 1980 · 1981 · 1982 · 1983 · 1984 · 1985 · 1986 · 1988 · 1989 · 1990